# Ronwen Williams
Ronwen Williams (Port Elizabeth, 21 gennaio 1992) è un calciatore sudafricano, portiere del M. Sundowns e della nazionale sudafricana.

## Statistiche

### Cronologia presenze e reti in nazionale
| Cronologia completa delle presenze e delle reti in nazionale ― Sudafrica | Cronologia completa delle presenze e delle reti in nazionale ― Sudafrica | Cronologia completa delle presenze e delle reti in nazionale ― Sudafrica | Cronologia completa delle presenze e delle reti in nazionale ― Sudafrica | Cronologia completa delle presenze e delle reti in nazionale ― Sudafrica | Cronologia completa delle presenze e delle reti in nazionale ― Sudafrica | Cronologia completa delle presenze e delle reti in nazionale ― Sudafrica | Cronologia completa delle presenze e delle reti in nazionale ― Sudafrica |
| Data                                                                     | Città                                                                    | In casa                                                                  | Risultato                                                                | Ospiti                                                                   | Competizione                                                             | Reti                                                                     | Note                                                                     |
| ------------------------------------------------------------------------ | ------------------------------------------------------------------------ | ------------------------------------------------------------------------ | ------------------------------------------------------------------------ | ------------------------------------------------------------------------ | ------------------------------------------------------------------------ | ------------------------------------------------------------------------ | ------------------------------------------------------------------------ |
| 5-3-2014                                                                 | Johannesburg                                                             | Sudafrica                                                                | 0 – 5                                                                    | Brasile                                                                  | Amichevole                                                               | -5                                                                       |                                                                          |
| 30-5-2014                                                                | Auckland                                                                 | Nuova Zelanda                                                            | 0 – 0                                                                    | Sudafrica                                                                | Amichevole                                                               | -                                                                        |                                                                          |
| 15-11-2016                                                               | Maputo                                                                   | Mozambico                                                                | 1 – 1                                                                    | Sudafrica                                                                | Amichevole                                                               | -1                                                                       |                                                                          |
| 13-6-2017                                                                | Moruleng                                                                 | Sudafrica                                                                | 1 – 2                                                                    | Zambia                                                                   | Amichevole                                                               | -2                                                                       | 46’                                                                      |
| 1-9-2017                                                                 | Praia                                                                    | Capo Verde                                                               | 2 – 1                                                                    | Sudafrica                                                                | Qual. Mondiali 2018                                                      | -2                                                                       |                                                                          |
| 20-11-2018                                                               | Durban                                                                   | Sudafrica                                                                | 1 – 1                                                                    | Paraguay                                                                 | Amichevole                                                               | -                                                                        | 46’                                                                      |
| 15-6-2019                                                                | Dubai                                                                    | Sudafrica                                                                | 0 – 0                                                                    | Ghana                                                                    | Amichevole                                                               | -                                                                        | 60’                                                                      |
| 24-6-2019                                                                | Eliopoli                                                                 | Costa d'Avorio                                                           | 1 – 0                                                                    | Sudafrica                                                                | Coppa d'Africa 2019 - 1º turno                                           | -1                                                                       |                                                                          |
| 1-7-2019                                                                 | Eliopoli                                                                 | Sudafrica                                                                | 0 – 1                                                                    | Marocco                                                                  | Coppa d'Africa 2019 - 1º turno                                           | -1                                                                       |                                                                          |
| 6-7-2019                                                                 | Il Cairo                                                                 | Egitto                                                                   | 0 – 1                                                                    | Sudafrica                                                                | Coppa d'Africa 2019 - Ottavi di finale                                   | -                                                                        |                                                                          |
| 10-7-2019                                                                | Il Cairo                                                                 | Nigeria                                                                  | 2 – 1                                                                    | Sudafrica                                                                | Coppa d'Africa 2019 - Quarti di finale                                   | -2                                                                       |                                                                          |
| 13-10-2019                                                               | Port Elizabeth                                                           | Sudafrica                                                                | 2 – 1                                                                    | Mali                                                                     | Amichevole                                                               | -1                                                                       | 46’                                                                      |
| 14-11-2019                                                               | Cape Coast                                                               | Ghana                                                                    | 2 – 0                                                                    | Sudafrica                                                                | Qual. Coppa d'Africa 2021                                                | -2                                                                       |                                                                          |
| 17-11-2019                                                               | Soweto                                                                   | Sudafrica                                                                | 1 – 0                                                                    | Sudan                                                                    | Qual. Coppa d'Africa 2021                                                | -                                                                        |                                                                          |
| 8-10-2020                                                                | Durban                                                                   | Sudafrica                                                                | 1 – 1                                                                    | Namibia                                                                  | Amichevole                                                               | -1                                                                       | 73’                                                                      |
| 13-11-2020                                                               | Johannesburg                                                             | Sudafrica                                                                | 2 – 0                                                                    | São Tomé e Príncipe                                                      | Qual. Coppa d'Africa 2021                                                | -                                                                        |                                                                          |
| 16-11-2020                                                               | Port Elizabeth                                                           | São Tomé e Príncipe                                                      | 2 – 4                                                                    | Sudafrica                                                                | Qual. Coppa d'Africa 2021                                                | -2                                                                       |                                                                          |
| 25-3-2021                                                                | Johannesburg                                                             | Sudafrica                                                                | 1 – 1                                                                    | Ghana                                                                    | Qual. Coppa d'Africa 2021                                                | -1                                                                       |                                                                          |
| 28-3-2021                                                                | Omdurman                                                                 | Sudan                                                                    | 2 – 0                                                                    | Sudafrica                                                                | Qual. Coppa d'Africa 2021                                                | -2                                                                       |                                                                          |
| 10-6-2021                                                                | Soweto                                                                   | Sudafrica                                                                | 3 – 2                                                                    | Uganda                                                                   | Amichevole                                                               | -2                                                                       | Cap.                                                                     |
| 3-9-2021                                                                 | Harare                                                                   | Zimbabwe                                                                 | 0 – 0                                                                    | Sudafrica                                                                | Qual. Mondiali 2022                                                      | -                                                                        | Cap.                                                                     |
| 6-9-2021                                                                 | Johannesburg                                                             | Sudafrica                                                                | 1 – 0                                                                    | Ghana                                                                    | Qual. Mondiali 2022                                                      | -                                                                        | Cap.                                                                     |
| 9-10-2021                                                                | Bahir Dar                                                                | Etiopia                                                                  | 1 – 3                                                                    | Sudafrica                                                                | Qual. Mondiali 2022                                                      | -1                                                                       | Cap. 82’                                                                 |
| 12-10-2021                                                               | Durban                                                                   | Sudafrica                                                                | 1 – 0                                                                    | Etiopia                                                                  | Qual. Mondiali 2022                                                      | -                                                                        | Cap.                                                                     |
| 11-11-2021                                                               | Durban                                                                   | Sudafrica                                                                | 1 – 0                                                                    | Zimbabwe                                                                 | Qual. Mondiali 2022                                                      | -                                                                        | Cap.                                                                     |
| 14-11-2021                                                               | Kumasi                                                                   | Ghana                                                                    | 1 – 0                                                                    | Sudafrica                                                                | Qual. Mondiali 2022                                                      | -                                                                        | Cap.                                                                     |
| 29-3-2022                                                                | Villeneuve-d'Ascq                                                        | Francia                                                                  | 5 – 0                                                                    | Sudafrica                                                                | Amichevole                                                               | -5                                                                       | Cap.                                                                     |
| 9-6-2022                                                                 | Rabat                                                                    | Marocco                                                                  | 2 – 1                                                                    | Sudafrica                                                                | Qual. Coppa d'Africa 2023                                                | -2                                                                       | Cap. 81’                                                                 |
| 24-9-2022                                                                | Johannesburg                                                             | Sudafrica                                                                | 4 – 0                                                                    | Sierra Leone                                                             | Amichevole                                                               | -                                                                        | Cap. 79’                                                                 |
| 17-11-2022                                                               | Durban                                                                   | Sudafrica                                                                | 2 – 1                                                                    | Mozambico                                                                | Amichevole                                                               | -1                                                                       |                                                                          |
| 20-11-2022                                                               | Durban                                                                   | Sudafrica                                                                | 1 – 1                                                                    | Angola                                                                   | Amichevole                                                               | -1                                                                       |                                                                          |
| 24-3-2023                                                                | Soweto                                                                   | Sudafrica                                                                | 2 – 2                                                                    | Liberia                                                                  | Qual. Coppa d'Africa 2023                                                | -2                                                                       | Cap.                                                                     |
| 29-3-2023                                                                | Monrovia                                                                 | Liberia                                                                  | 1 – 2                                                                    | Sudafrica                                                                | Qual. Coppa d'Africa 2023                                                | -1                                                                       | Cap.                                                                     |
| 17-6-2023                                                                | Durban                                                                   | Sudafrica                                                                | 2 – 1                                                                    | Marocco                                                                  | Qual. Coppa d'Africa 2023                                                | -1                                                                       | Cap.                                                                     |
| 17-10-2023                                                               | Abidjan                                                                  | Costa d'Avorio                                                           | 1 – 1                                                                    | Sudafrica                                                                | Amichevole                                                               | -1                                                                       |                                                                          |
| 18-11-2023                                                               | Durban                                                                   | Sudafrica                                                                | 2 – 1                                                                    | Benin                                                                    | Qual. Mondiali 2026                                                      | -1                                                                       | Cap.                                                                     |
| 21-11-2023                                                               | Butare                                                                   | Ruanda                                                                   | 2 – 0                                                                    | Sudafrica                                                                | Qual. Mondiali 2026                                                      | -2                                                                       | Cap.                                                                     |
| 16-1-2024                                                                | Korhogo                                                                  | Mali                                                                     | 2 – 0                                                                    | Sudafrica                                                                | Coppa d'Africa 2023 - 1º turno                                           | -2                                                                       | Cap.                                                                     |
| 21-1-2024                                                                | Korhogo                                                                  | Sudafrica                                                                | 4 – 0                                                                    | Namibia                                                                  | Coppa d'Africa 2023 - 1º turno                                           | -                                                                        | Cap.                                                                     |
| 24-1-2024                                                                | Korhogo                                                                  | Sudafrica                                                                | 0 – 0                                                                    | Tunisia                                                                  | Coppa d'Africa 2023 - 1º turno                                           | -                                                                        | Cap.                                                                     |
| 30-1-2024                                                                | San-Pédro                                                                | Marocco                                                                  | 0 – 2                                                                    | Sudafrica                                                                | Coppa d'Africa 2023 - Ottavi di finale                                   | -                                                                        | Cap.                                                                     |
| 3-2-2024                                                                 | Yamoussoukro                                                             | Capo Verde                                                               | 0 – 0 dts (1 – 2 dtr)                                                    | Sudafrica                                                                | Coppa d'Africa 2023 - Quarti di finale                                   | -                                                                        | Cap.                                                                     |
| 7-2-2024                                                                 | Bouaké                                                                   | Nigeria                                                                  | 1 – 1 dts (4 – 2 dtr)                                                    | Sudafrica                                                                | Coppa d'Africa 2023 - Semifinale                                         | -1                                                                       | cap.                                                                     |
| 10-2-2024                                                                | Abidjan                                                                  | Sudafrica                                                                | 0 – 0 (6 – 5 dtr)                                                        | RD del Congo                                                             | Coppa d'Africa 2023 - Finale 3º posto                                    | -                                                                        | Cap.                                                                     |
| 26-3-2024                                                                | Baraki                                                                   | Algeria                                                                  | 3 – 3                                                                    | Sudafrica                                                                | Amichevole                                                               | -3                                                                       | Cap.                                                                     |
| 7-6-2024                                                                 | Uyo                                                                      | Nigeria                                                                  | 1 – 1                                                                    | Sudafrica                                                                | Qual. Mondiali 2026                                                      | -1                                                                       | Cap.                                                                     |
| 11-6-2024                                                                | Bloemfontein                                                             | Sudafrica                                                                | 3 – 1                                                                    | Zimbabwe                                                                 | Qual. Mondiali 2026                                                      | -1                                                                       | Cap.                                                                     |
| 11-10-2024                                                               | Port Elizabeth                                                           | Sudafrica                                                                | 5 – 0                                                                    | Rep. del Congo                                                           | Qual. Coppa d'Africa 2025                                                | -                                                                        | Cap.                                                                     |
| 15-10-2024                                                               | Brazzaville                                                              | Rep. del Congo                                                           | 1 – 1                                                                    | Sudafrica                                                                | Qual. Coppa d'Africa 2025                                                | -1                                                                       | Cap.                                                                     |
| 15-11-2024                                                               | Kampala                                                                  | Uganda                                                                   | 0 – 2                                                                    | Sudafrica                                                                | Qual. Coppa d'Africa 2025                                                | -                                                                        | Cap.                                                                     |
| 19-11-2024                                                               | Città del Capo                                                           | Sudafrica                                                                | 3 – 0                                                                    | Sudan del Sud                                                            | Qual. Coppa d'Africa 2025                                                | -                                                                        | Cap. 74’                                                                 |
| 21-3-2025                                                                | Polokwane                                                                | Sudafrica                                                                | 2 – 0                                                                    | Lesotho                                                                  | Qual. Mondiali 2026                                                      | -                                                                        | Cap.                                                                     |
| 25-3-2025                                                                | Abidjan                                                                  | Benin                                                                    | 0 – 2                                                                    | Sudafrica                                                                | Qual. Mondiali 2026                                                      | -                                                                        | Cap.                                                                     |
| Totale                                                                   |                                                                          | Presenze                                                                 | 53                                                                       |                                                                          | Reti                                                                     | -52                                                                      |                                                                          |

## Palmarès

### Club

#### Competizioni nazionali
- Nedbank Cup: 3

SuperSport United: 2012, 2016, 2017
- Coppa di Lega sudafricana: 1

SuperSport United: 2014
- Coppa MTN 8: 1

SuperSport United: 2017
- Campionato sudafricano: 2

Mamelodi Sundowns: 2022-2023, 2023-2024, 2024-2025

### Individuale
- Miglior portiere della Coppa d'Africa: 1

Costa d’Avorio 2023
- Miglior portiere della MTN 8: 1

2024